# تل خوشاب
تل خوشاب مربوط به سده‌های اولیه دوران‌های تاریخی پس از اسلام است و در شهرستان فراشبند، بخش مرکزی، دهستان نوجین، ۸۵۰ متر بعد از امامزاده محمد بطرف روستای خوشاب واقع شده و این اثر در تاریخ ۱۵ دی ۱۳۸۷ با شمارهٔ ثبت ۲۴۲۱۸ به‌عنوان یکی از آثار ملی ایران به ثبت رسیده است.